# Verzenay
Verzenay is een gemeente in het Franse departement Marne (regio Grand Est). De plaats maakt deel uit van het arrondissement Reims. Verzenay telde op 1 januari 2022 999 inwoners.
De gemeente staat op de lijst van grand cru-gemeenten van de Champagne. Dat betekent dat alle druiven uit de wijngaarden binnen deze gemeente, ongeacht de bodem en de ligging, een "grand cru" champagne leveren. Deze gemeente staat bekend als een van de beste terroirs van de Champagne.

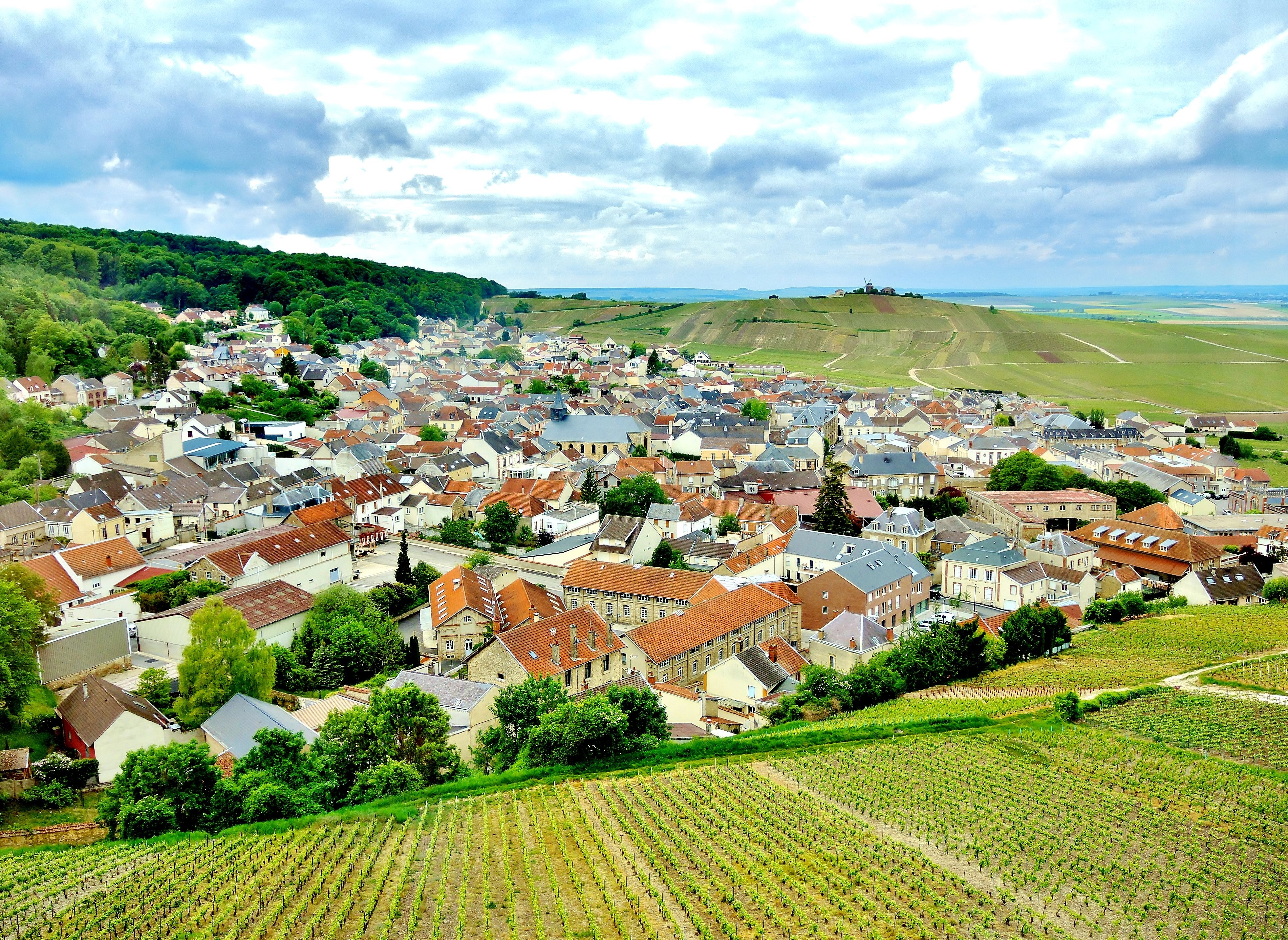
Zicht op Verzenay

## Geografie
De oppervlakte van Verzenay bedroeg op 1 januari 2022 10,62 vierkante kilometer; de bevolkingsdichtheid was toen 94,1 inwoners per km².

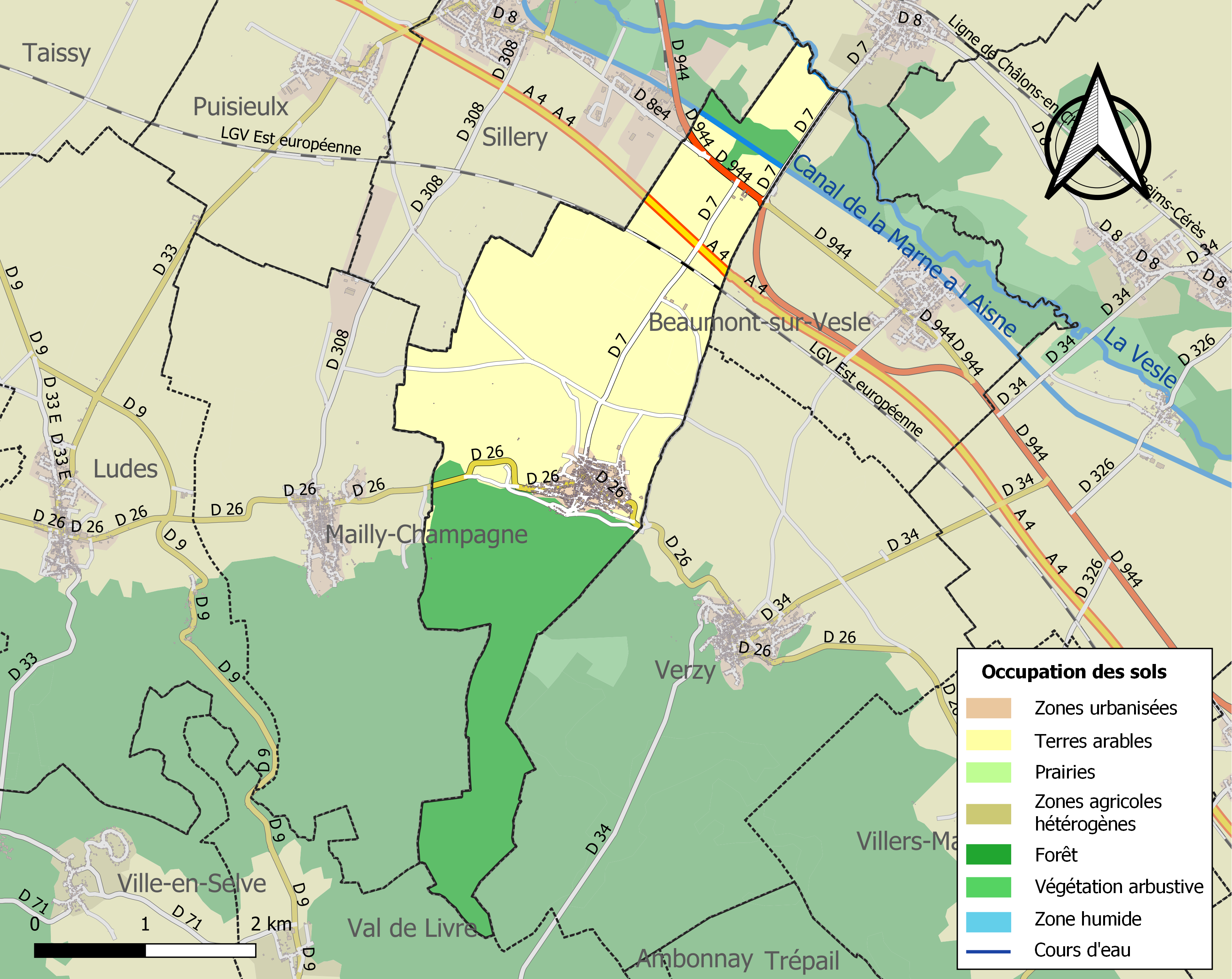
Kaart van de gemeente met de belangrijkste infrastructuur, bodemgebruik en omliggende gemeenten

## Bezienswaardigheden
- De Église Saint-Pierre
- De vuurtoren van Verzenay
- De molen van Verzenay

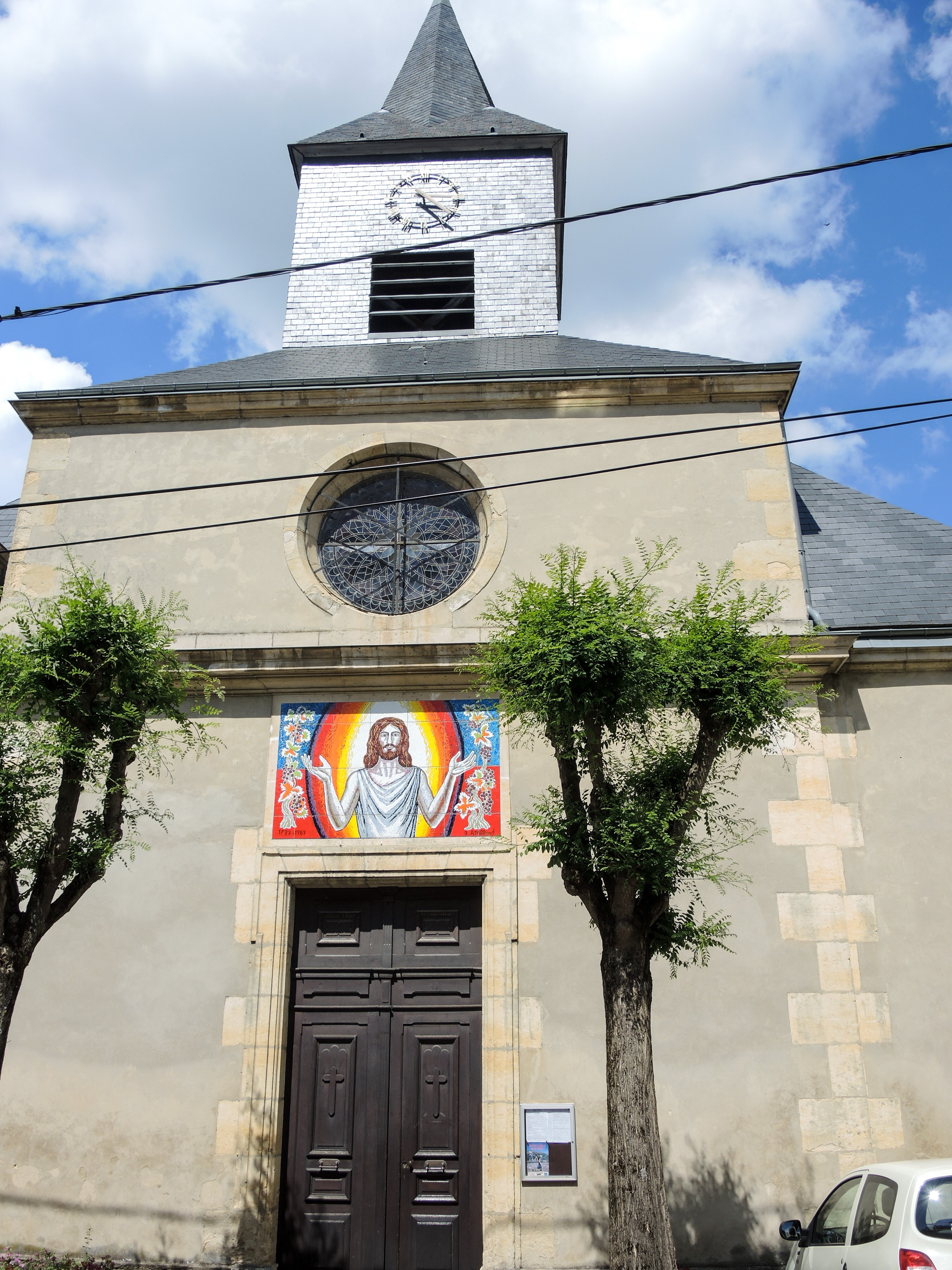
Église Saint-Pierre
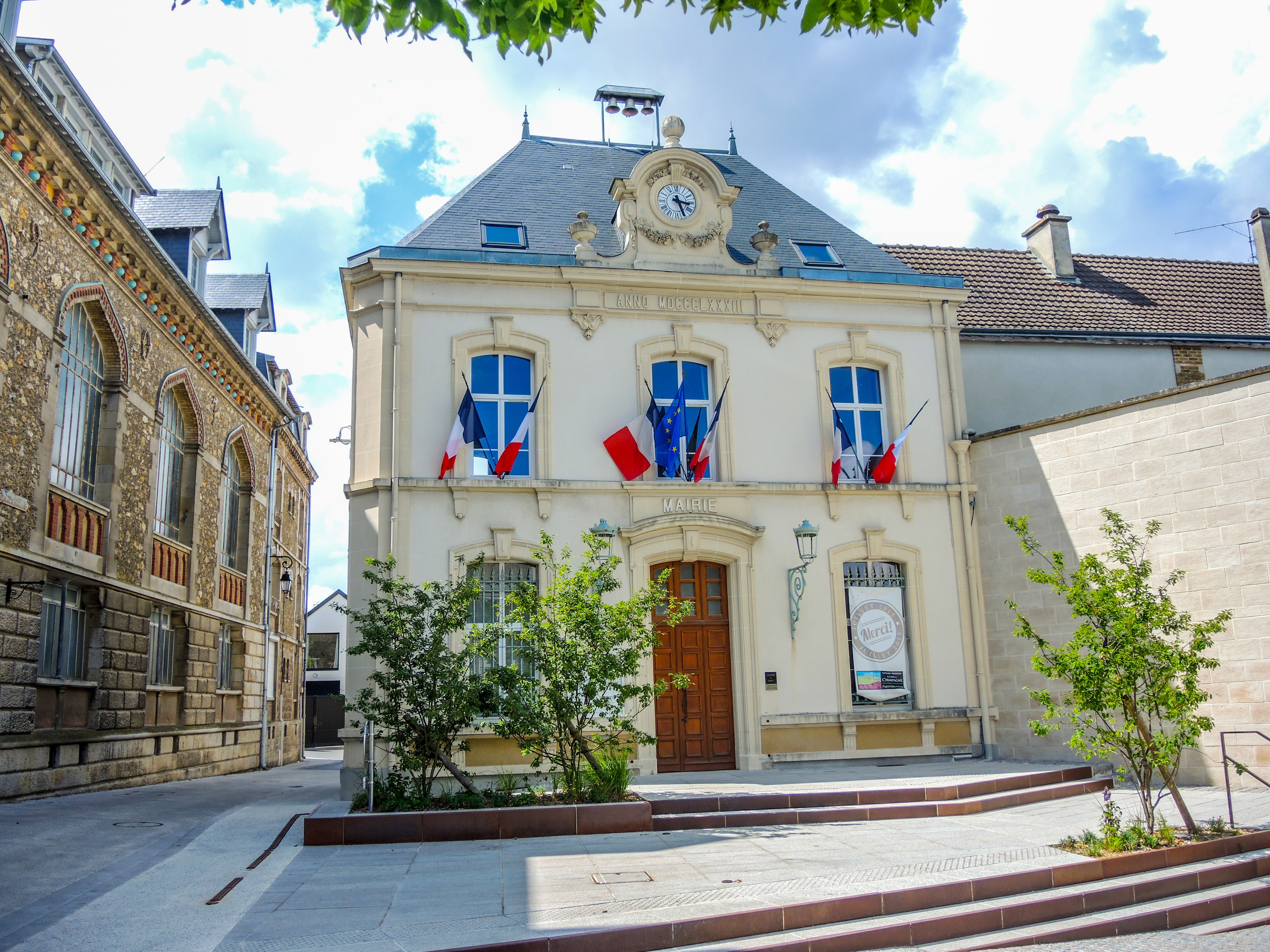
Gemeentehuis

## Demografie
Onderstaande figuur toont het verloop van het inwonertal (bron: INSEE-tellingen).

## Verkeer en vervoer
Door het noorden van de gemeente loopt de autosnelweg A4/E17, die hier echter geen op- en afrit heeft.
Parallel loopt de nationale weg N44 tussen Reims en Châlons-en-Champagne.